# Деррі Меркін
Деррі Меркін (англ. Derry Murkin, нар. 27 липня 1999, Колчестер) — англійський футболіст, захисник нідерландського клубу «Утрехт».

## Ігрова кар'єра
Народився 27 липня 1999 року в місті Колчестер, Англія. У віці чотирьох років він та його родина переїхали до Нідерландів з сімейних причин, тому футбольна кар'єра Меркіна розпочалася саме в Нідерландах. Він займався футболом у невеликих клубах «Зандейк», «Ког-ан-де-Зан», «Пурменстейн» та «Фортуна» (Вормервер), а 2015 року перейшов у професіональний клуб «Волендам», де спочатку грав за юнацьку команду, а з 2017 року став виступати за резервну команду. У сезоні 2018/19 його вперше запросили до основного складу, і він вперше зіграв за нього 18 січня 2019 року в матчі проти «Ейндговена» (1:3).
Меркін здійснив свій прорив у сезоні 2020/21 років, коли головний тренер Вім Йонк перевів його на позицію лівого захисника через відхід Гейса Смала. У тому сезоні Деррі забив шість голів і віддав сім результативних передач у 32 матчах, за що отримав клубну нагороду «Талант сезону». У 2022 році Меркін вийшов до Ередивізі з «Волендамом», однак того сезону майже не грав через тривалу травму. На початку сезону Ередівізі 2022/23 він повернувся на позицію основного лівого захисника і дебютував у вищому дивізіоні у матчі проти «Гронінгена» (2:2). Деррі завершив сезон як захисник з найбільшою кількістю ігрових хвилин і зумів допомогти команді зберегти місце в Ередивізі. Загалом у рідній команді він провів чотири сезони, взявши участь у 93 матчах чемпіонату.
30 серпня 2023 року Меркін підписав трирічний контракт з клубом німецької Другої Бундесліги «Шальке 04». Відіграв за клуб з Гельзенкірхена наступні два сезони своєї ігрової кар'єри. Більшість часу, проведеного у складі «Шальке», був основним гравцем захисту команди і провів 54 матчі у Другій Бундеслізі та три у Кубку Німеччини.
27 травня 2025 року Меркін приєднався до клубу Ередивізі «Утрехт», уклавши чотирирічний контракт.

## Статистика виступів

### Статистика клубних виступів
Станом на 5 вересня 2023
| Сезон                | Команда              | Чемпіонат            | Чемпіонат | Чемпіонат | Національний кубок | Національний кубок | Національний кубок | Континентальні кубки | Континентальні кубки | Континентальні кубки | Інші змагання | Інші змагання | Інші змагання | Усього | Усього |
| Сезон                | Команда              | Ліга                 | Ігор      | Голів     | Ліга               | Ігор               | Голів              | Ліга                 | Ігор                 | Голів                | Ліга          | Ігор          | Голів         | Ігор   | Голів  |
| -------------------- | -------------------- | -------------------- | --------- | --------- | ------------------ | ------------------ | ------------------ | -------------------- | -------------------- | -------------------- | ------------- | ------------- | ------------- | ------ | ------ |
| 2018–19              | «Волендам»           | ЕД                   | 4         | 0         | КН                 | 0                  | 0                  | -                    | -                    | -                    | -             | -             | -             | 4      | 0      |
| 2019–20              | «Волендам»           | ЕД                   | 20        | 3         | КН                 | 1                  | 0                  | -                    | -                    | -                    | -             | -             | -             | 21     | 3      |
| 2020–21              | «Волендам»           | ЕД                   | 30+1      | 6         | КН                 | 1                  | 0                  | -                    | -                    | -                    | -             | -             | -             | 32     | 6      |
| 2021–22              | «Волендам»           | ЕД                   | 4         | 0         | КН                 | 0                  | 0                  | -                    | -                    | -                    | -             | -             | -             | 4      | 0      |
| 2022–23              | «Волендам»           | E                    | 32        | 0         | КН                 | 2                  | 0                  | -                    | -                    | -                    | -             | -             | -             | 34     | 0      |
| серп.2023            | «Волендам»           | E                    | 2         | 0         | КН                 | 0                  | 0                  | -                    | -                    | -                    | -             | -             | -             | 2      | 0      |
| Усього за «Волендам» | Усього за «Волендам» | Усього за «Волендам» | 92+1      | 9         |                    | 4                  | 0                  |                      | -                    | -                    |               | -             | -             | 97     | 9      |
| вер.2023–24          | «Шальке 04»          | 2БЛ                  | 23        | 1         | КН                 | 1                  | 0                  |                      | -                    | -                    |               | -             | -             | 24     | 1      |
| Усього за кар'єру    | Усього за кар'єру    | Усього за кар'єру    | 115+1     | 10        |                    | 5                  | 0                  |                      | -                    | -                    |               | -             | -             | 121    | 10     |